# Порт-Ноллот
Порт-Ноллот (англ. Port Nolloth) — город и порт в районном муниципалитете Намаква Северо-Капской провинции ЮАР. Входит в состав местного муниципалитета Рихтерсвелд.

## Описание
Город и порт на Атлантическом океане, в жарком, засушливом Намакваленде, к югу от границы с Намибией. Он был основан в 1855 году как гавань для медных рудников поблизости, особенно в Окиеп, с которыми он был связан сначала железной дорогой, а затем и автомобильной дорогой. Город пришёл в упадок в начале 1900-х годов, но возродился с открытием в этом районе россыпных алмазов в 1926 году. Гавань была углублена и расширена в 1970-х годах и алмазные рудники продолжают работать в этом районе. В городе также есть заводы по консервированию омаров. Население в 2001 году — 4652 жителей.